# Agony (jogo eletrônico de 1992)
Agony é um jogo eletrônico de shoot 'em up com rolagem lateral desenvolvido pela Art & Magic e publicado pela Psygnosis em 1992 para o Amiga. Nele, o jogador controla uma coruja que pode utilizar ondas de ecolocalização para atirar em inimigos e atravessar seis mundos povoados por monstros.

## Enredo
De acordo com a história contada no manual do jogo, o mestre feiticeiro Acanthopsis descobre o "Poder Cósmico", que lhe custa sua vida. Antes de morrer, ele o ensina a seus discípulos, Alestes e Mentor. Alestes é transformado em uma coruja e deve passar pelos monstros e armadilhas de Mentor para chegar ao Poder Cósmico.

## Recepção
Em seu lançamento, Agony foi bem recebido pela crítica, com uma média de 78% de aprovação de revistas especializadas segundo o agregador de críticas Lemon Amiga. Os gráficos, que consistiam em três camadas de rolagem parallax e uma camada de efeitos ambientais para cada nível, além dos personagens na tela, foram elogiados pela crítica. Por outro lado, sua jogabilidade foi em geral considerada superficial, pouco original ou fácil demais.
Alan Bunker da Amiga Action afirmou que Agony aumenta os padrões de gráficos para um "novo nível" com animações "impressionantes", mas que "há vezes onde a jogabilidade fica quase fácil demais", e que a trilha sonora é "efetiva mas sem o brilho esperado de um jogo desse tipo". Jools Watsham da The One for Amiga Games disse que "Agony é um shoot 'em up simples, sem mais jogabilidade do que qualquer outro shoot 'em up competente no mercado", mas que "Alestes é lindamente animado e os inimigos são igualmente bons em termos de aparência." Em uma análise negativa, a Amiga Format criticou duramente a jogabilidade, afirmando que "não há emoção ou qualidade viciante e, no final das contas, não há jogo", mas ainda assim cedeu que os "gráficos são suficientemente sofisticados e incrivelmente detalhados".
Franck Sauer, artista do jogo, estima que Agony vendeu cerca de 20 mil cópias.

## Legado
Por volta de 2010, o artista Franck Sauer começou a oferecer os arquivos binários do jogo gratuitamente em sua página oficial, tornando o jogo um freeware. Em 4 de julho de 2020, o programador do jogo, Yves Grolet, carregou todos os seus arquivos de desenvolvimento para Amiga (incluindo o código-fonte completo de Agony) para o WeTransfer.